# Martina (imperatrice)
Martina (... – Rodi, ...; fl. VII secolo) è stata un'imperatrice bizantina, seconda moglie di Eraclio, suo zio. Nel 641 resse il trono per il figlio Eraclio II.

## Biografia
Era figlia di Maria, sorella di Eraclio, e di un certo Martino. Maria ed Eraclio erano figli di Eraclio il Vecchio e della moglie Epifania secondo Teofane Confessore.

### Imperatrice
Fabia Eudocia, prima moglie di Eraclio, morì il 13 agosto 612 per epilessia in seguito alla nascita del figlio Costantino III.
Secondo Teofane, Martina sposò lo zio materno non molto tempo dopo; egli pone il matrimonio nel 613. Niceforo, in contrario, colloca il matrimonio durante le guerre contro gli Avari incominciate nel 623. Lo storico bizantinista Georg Ostrogorsky concorda con Teofane nella data del matrimonio.
Il matrimonio era proibito sia per legge ecclesiastica sia per legge statale: nel cristianesimo calcedoniano si trattava di incesto, mentre le leggi statali proibivano il matrimonio tra zio/a e nipote. Per queste ragioni, il matrimonio fu malvisto sia dalla popolazione che dalla Chiesa. Martina, per di più, non si rivelò in grado di essere alla pari della precedente imperatrice, aumentando così i malcontenti generali.
Nonostante il rifiuto e i vari tentativi fatti dal patriarca Sergio I per convincere Eraclio a non sposare la nipote, fu proprio lo stesso patriarca a celebrare il matrimonio e a incoronare Martina imperatrice consorte, subito dopo che Eraclio la proclamò augusta. Anche nella famiglia imperiale sorsero obiezioni, Teodoro, il fratello di Eraclio e anch'esso zio di Martina, criticò di continuo il matrimonio e sottolineò che il peccato del fratello "è continuamente davanti a lui", riferendosi alle varie sventure dei figli.
Seppur malvisti da molti, Eraclio e Martina erano comunque degli sposi molto legati fra di loro: l'imperatrice accompagnò il marito durante le campagne contro l'impero sasanide. Fu al suo fianco anche ad Antiochia quando arrivò la notizia della grave sconfitta ad Yarmuk nell'agosto del 636. Questa e altre sconfitte avrebbero perseguitato Martina durante la sua reggenza per il figlio e la resero al tempo ancora più impopolare. Proprio l'impopolarità di Martina è probabile che portò alla rimozione alla sua menzione/raffigurazione nelle monete nell'anno 629. Tuttavia, altri studiosi consigliano cautela per una simile affermazione, poiché la scomparsa di Martina dalle monete avvenne in contemporanea alla grande riforma monetaria di Eraclio.

### Reggenza
Nel 641, Eraclio sul letto di morte nominò imperatori due dei suoi figli: Costantino III, nato dal primo matrimonio, e Eraclio II, figlio di Martina. Ad entrambi concesse lo stesso grado e Martina doveva continuare ad essere onorata come imperatrice e, in aggiunta, riconosciuta quale madre di entrambi i figli.
Eraclio morì l'11 febbraio 641 per edema; il patriarca Niceforo considerò, a distanza di 200 anni dai fatti, la morte come una punizione divina per il matrimonio peccaminoso. Il 14 febbraio Martina lesse e annunciò il testamento di Eraclio durante una cerimonia pubblica. L'autorità di officiare tale cerimonia apparteneva, di consuetudine, all'imperatore e non all'imperatrice consorte. Martina cercò così di stabilire la propria autorità sui due imperatori. La cerimonia si svolse nell'ippodromo di Costantinopoli ed erano presenti i membri del Senato bizantino, i dignitari di corte e tutti i cittadini di Costantinopoli. Assenti, però, erano sia Costantino III che Eraclio II. Martina, dopo aver letto il contenuto del testamento, che la elevava ad imperatrice, sentì la folla acclamare i nomi dei due imperatori.
I rapporti tra Martina e il figliastro Costantino divennero sempre più tesi, anche a causa delle varie fazioni interne alla corte imperiale. Quando Costantino III morì improvvisamente di tubercolosi a soli tre mesi dall'inizio del proprio regno, Eraclio II divenne l'unico imperatore legittimo. A causa della giovane età, solo 15 anni, la reggenza fu guidata dalla madre Martina. Dopo la morte dell'imperatore Costantino III iniziarono a circolare voci che fu proprio Martina ad avvelenarlo per rendere Eraclio l'unico imperatore. Tuttavia gli storici come Herren e Garland hanno affermato che molto probabilmente ciò non è vero. 
Durante questo periodo Martina iniziò ad esiliare i principali sostenitori di Costantino e con l'aiuto del patriarca Pirro I, uno dei suoi principali consiglieri, appoggiò la dottrina monotelista. Richiamò dall'esilio il vescovo Ciro di Alessandria e lo incaricò di andare in Egitto per propagare la dottrina eretica.
Martina diede il via anche alle trattative per una pace con gli arabi: l'imperatrice concesse al califfato l'intera provincia d'Egitto.

### Deposizione
Le voci sull'avvelenamento di Costantino III indussero il popolo e il Senato a rivoltarsi contro Martina e il figlio Eraclio II. L'armeno Valentino Arsacido con le truppe stanziate in Asia Minore, marciò verso Calcedonia. L'obiettivo dei rivoltosi era quello di deporre Martina ed Eraclona e incoronare imperatore il figlio di Costantino III, Costante II.
Nel 641, passato il mese di settembre, avvenne un'ulteriore rivolta dell'esercito, questa volta sul lato asiatico del Bosforo, che rimosse Valentino. Nello stesso mese della rivolta l'imperatrice Martina perse il sostegno del patriarca Pirro, potente e devoto seguace, che abbandonò la città dopo essere stato ripetutamente aggredito e inseguito dai rivoltosi. Senza Pirro a Costantinopoli, il Senato, avverso a Martina, aveva man libera per agire.
A novembre dello stesso anno l'esercito marciò su Costantinopoli catturando Martina e i suoi 3 figli: Eraclio II, Davide e Marino. La lingua di Martina fu tagliata, mentre ai figli fu tagliato il naso e i più piccoli furono anche castrati. Tutti furono esiliati a Rodi.
Al posto di Martina ed Eraclio II, il Senato elesse l'unico figlio di Costantino III che aveva 11 anni ed era stato battezzato con il nome Eraclio. Durante la cerimonia di incoronazione gli fu cambiato il nome in Costante II.

## Figli
Martina ed Eraclio ebbero almeno 10 figli, sebbene i nomi e l'ordine di nascita siano ancora materia di discussione:
- Costantino, nominato cesare nel 615; morì giovane;
- Fabio, nato con una paralisi al collo; morì giovane;
- Teodosio, sordomuto, sposò Nike, figlia del generale persiano Shahvaraz;
- Eraclio II, imperatore dal 638 al 641;
- Davide, nato il 7 novembre 630 e proclamato cesare nel 638. Per un breve periodo fu augusto e co-imperatore con Eraclio II e Costantino III nel 641; deposto, fu mutilato ed esiliato a Rodi;
- Marino, cesare e forse il figlio più giovane, morto dopo essere stato evirato secondo la testimonianza di Giovanni di Nikiu;
- Augustina, proclamata augusta nel 638;
- Anastasia e/o Martina, proclamata augusta nel 638;
- Febronia.

Le varie sventure e condizioni mediche della prole dei due sposi furono interpretate dalla popolazione come una punizione divina a causa del matrimonio consanguineo tra Eraclio e Martina.